# 1941 în științifico-fantastic
- 1940 în științifico-fantastic — 1941 în științifico-fantastic — 1942 în științifico-fantastic

1941 în științifico-fantastic a implicat o serie de evenimente:

## Nașteri și decese

### Nașteri
- George Anania (d. 2013)
- Gregory Benford - Saga Centrul Galactic
- Alexander K. Dewdney
- J. C. Dwynn (Pseudonimul lui Jürgen Duensing)
- Knut Faldbakken
- Jack C. Haldeman II (d. 2002)
- David G. Hartwell (d. 2016)
- James P. Hogan (d. 2010)
- Garry Kilworth
- Jeremy Leven
- Sam J. Lundwall
- Stephen Robinett (d. 2004)
- Angela Steinmüller
- Harald Tondern
- Ernst Vlcek (d. 2008)
- Hugh Walker (Pseudonimul lui Hubert Straßl)
- Gary K. Wolf
- Pamela Zoline

### Decese
- Ludwig Anton (n. 1872)
- Karin Boye (n. 1900)
- Richard Nordhausen (n. 1868)
- Hans Richter (n. 1889)
- Nikolai Trublaini (n. 1907)

## Cărți

### Romane
- Ariel  de Aleksandr Beleaev
- Genus Homo de L. Sprague de Camp
- Kazohinia de Sándor Szathmári (1897–1974)
- Methuselah's Children  de Robert A. Heinlein
- Orphans of the Sky  de Robert A. Heinlein
- Second Stage Lensmen  de Edward E. Smith
- Majstor Omega osvaja svijet (Maestrul Omega cucerește lumea) de  Zvonimir Furtinger și Stanko Radovanović sub pseudonimul Stan Rager.[2][3]

### Colecții de povestiri
- Llana of Gathol de Edgar Rice Burroughs

### Povestiri

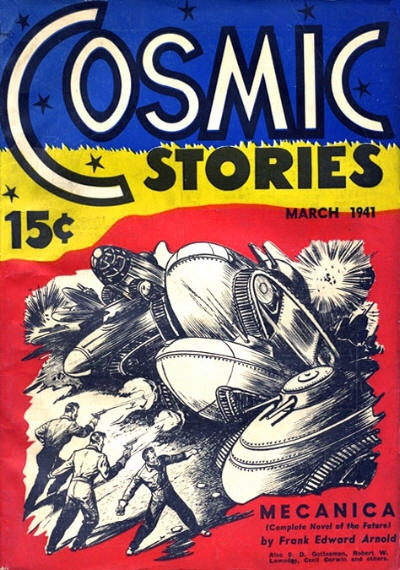
Revista Cosmic Stories din martie 1941

- „—And He Built a Crooked House—” de Robert A. Heinlein
- „Elsewhen” de Robert A. Heinlein
- „Grădina potecilor ce se bifurcă” de Jorge Luis Borges
- „Heredity” de Isaac Asimov
- „Logic of Empire” de Robert A. Heinlein
- „Microcosmic God” de Theodore Sturgeon
- „Not Final!” de Isaac Asimov
- „The Secret Sense” de Isaac Asimov
- „The Stolen Dormouse” de L. Sprague de Camp
- „Super-Neutron” de Isaac Asimov
- „—We Also Walk Dogs” de Robert A. Heinlein

## Filme
| Titlu                          | Regizor        | Distribuție                                                 | Țara                       | Sub-Gen /Note |
| ------------------------------ | -------------- | ----------------------------------------------------------- | -------------------------- | ------------- |
| Man Made Monster               | George Waggner | Lionel Atwill, Lon Chaney, Jr., Anne Nagel, Frank Albertson | Statele Unite ale Americii |               |
| Monster and the Girl           | Stuart Heisler | Ellen Drew, Robert Paige, Paul Lukas                        | Statele Unite ale Americii |               |
| Doctorul Jekyll și Domnul Hyde | Victor Fleming |                                                             | Statele Unite ale Americii | groază        |
| Superman                       | Dave Fleischer |                                                             | Statele Unite ale Americii | scurt metraj  |
|                                |                |                                                             |                            |               |